# Palaiargia myzomela
Palaiargia myzomela är en trollsländeart som beskrevs av Maurits Anne Lieftinck 1957. Palaiargia myzomela ingår i släktet Palaiargia och familjen dammflicksländor. Inga underarter finns listade i Catalogue of Life.